# Johannes Praetorius (Beamter)
Johannes Praetorius (* 28. Mai 1794 in Harbach; † 13. Juni 1863 in Schotten) war ein hessischer Beamter und Abgeordneter der 2. Kammer der Landstände des Großherzogtums Hessen.
Johannes Praetorius war der Sohn des Lehrers Johann Ludwig Praetorius (1763–1835) und dessen Ehefrau Anna Margaretha geborene Becker (1764–1831). Johannes Praetorius, der evangelischer Konfession war, heiratete am 19. November 1820 in Schotten Christine geborene Fendt (1795–1876).
Praetorius war Steuereinnehmer in Kaichen und Rendel. 1823 wurde er Steuererheber im Distrikt der Stadt Gießen und 1824 Kalkulator bei der Generalkontrolle der indirekten Auflagen. 1828 wurde er zum Oberinspektor im Hauptzollamt Vilbel befördert und 1832 als Rentamtmann nach Homberg/Ohm versetzt. 1844 wurde er Rentamtmann in Schotten, wo er 1847 zum Domänenrat ernannt wurde.
1834 bis 1841 gehörte er der Zweiten Kammer der Landstände an. Er wurde für den Wahlbezirk Oberhessen 7/Homberg gewählt. 1848 war er Mitglied des Vorparlaments.